# Lukovo (Sztruga)
Lukovo (macedónul: Луково) település Észak-Macedóniában, a Délnyugati körzetben, Sztruga községben.

## Népesség
| Lakosok száma | 772  | 871  | 990  | 1025 | 683  | 526  | 511  | 447  | 268  |
|               | 1948 | 1953 | 1961 | 1971 | 1981 | 1991 | 1994 | 2002 | 2021 |

2002-ben 447 lakosa volt, akik közül 444 macedón, 1 szerb és 2 egyéb.